# Schlesinger (Familienname)
Schlesinger ist ein Familienname.

## Herkunft und Bedeutung
Schlesinger bedeutet der aus Schlesien stammt.

## Namensträger

### A
- Abraham Schlesinger (1882–1961), deutscher Rabbiner
- Adam Schlesinger (1967–2020), US-amerikanischer Songwriter
- Adolf Schlesinger (Maler) (1817–1870), deutscher Maler
- Adolf Schlesinger, Geburtsname von Adolf Schlasy (1896–nach 1955), österreichischer Kameramann
- Adolph Martin Schlesinger (Abraham Moses Schlesinger; 1769–1838), deutscher Musikverleger
- Akiva Joseph Schlesinger (1837–1922), Rabbiner und Zionist
- Alan E. Schlesinger (* 1954), US-amerikanischer Kinderradiologe
- Albert E. Schlesinger (1905–1993), US-amerikanischer Unternehmensgründer
- Alfred Cary Schlesinger (auch Alfredo Schlesinger; 1900–1993), US-amerikanischer Historiker
- Alice Schlesinger (* 1988), israelisch-britische Judoka und Sambokämpferin
- Anton Schlesinger (Publizist) (1853–1896), österreichisch-ungarischer Journalist, Publizist und Bankier
- Anton Schlesinger (Komponist) (1853–1924), österreichischer Komponist und Chorleiter
- Ariel Schlesinger (* 1980), israelischer Künstler
- Arthur M. Schlesinger, Sr. (1888–1965), US-amerikanischer Historiker
- Arthur M. Schlesinger (1917–2007), US-amerikanischer Historiker
- Artur Schlesinger (1890–1981), deutscher Politiker (LDPD)
- August Schlesinger (?–1903), deutscher Kaufmann und Stadtverordneter

### B
- Bella Schlesinger (* 1898), russisch-israelische Sozialarbeiterin
- Bernd Schlesinger (* 1959), deutscher Volleyballtrainer
- Bernhard Schlesinger (1773–1836), böhmischer Schriftsteller und Lehrer

### C
- Carl Schlesinger (Typograf) (1926–2014), US-amerikanischer Typograf und Tanzveranstalter
- Charlotte Schlesinger (1909–1976), deutsche Komponistin und Musikpädagogin
- Cory Schlesinger (* 1973), US-amerikanischer American-Football-Spieler

### D
- Daniel Schlesinger (1799–1839), deutsch-US-amerikanischer Pianist

### E
- Edmund Schlesinger (1892–1968), österreichischer Rechtsanwalt, Individualpsychologe, Literaturwissenschaftler, Filmfestivalgründer und Hochschullehrer in den USA
- Eilhard Schlesinger (1909–1968), deutscher Klassischer Philologe
- Ekkehard R. Schlesinger (1944–1998), deutscher Maler
- Élisa Schlésinger (geb. Foucoult de la Motte; 1810–1888), französische Gattin von Maurice Schlésinger
- Elizabeth Bancroft Schlesinger (1886–1977), US-amerikanische Historikerin
- Emil Schlesinger (1874–1938), österreichischer Orientalist und Rabbiner in der Schweiz
- Enrico Schlesinger (* vor 1967), italienischer Mathematiker und Hochschullehrer
- Erich Schlesinger (1880–1956), deutscher Verwaltungsjurist und Hochschullehrer
- Ernest C. Schlesinger (geb. Ernst Schlesinger; 1925–2008), deutsch-US-amerikanischer Mathematiker
- Ernst Schlesinger (Kaufmann) (1877–1925), deutscher Kaufmann und Kunstsammler
- Eugen Schlesinger (1869–1937), deutscher Kinderarzt

### F
- Felix Schlesinger (1833–1910), deutscher Maler
- Frank Schlesinger (1871–1943), US-amerikanischer Astronom
- Friedrich Schlesinger (1894–1968), deutscher Unternehmensgründer
- Fritz Schlesinger (1896–1986), deutscher Modelleur und Bildhauer

### G
- Georg Schlesinger (Kaufmann) (1870–1942), deutscher Kaufmann
- Georg Schlesinger (Ingenieur) (1874–1949), deutscher Maschinenbauingenieur
- Gerd Schlesinger (* 1960), deutscher Heimatforscher und Verleger
- Gil Schlesinger (1931–2024), deutscher Maler und Grafiker
- Guillermo Schlesinger (geb. Wilhelm Schlesinger; 1901–1971), schweizerisch-deutscher Rabbiner
- Günther Schlesinger (1886–1945), österreichischer Naturschützer
- Gustav von Schlesinger (1834–1906), österreichischer Jurist, Journalist und Großgrundbesitzer
- Gustav Schlesinger (Gustav Th. Schlesinger; 1919–nach 1969), österreichischer Philatelist

### H
- Hans Schlesinger (Musiker, 1855) (Hans Schlesinger d. Ältere, Johann Schlesinger; 1855–1900), österreichischer Organist
- Hans Schlesinger (Maler) (1875–1932), österreichischer Maler
- Hans Schlesinger (Architekt) (1890–nach 1938), österreichischer Architekt
- Hans Schlesinger (Musiker, 1890) (Hans Schlesinger d. Jüngere; 1890–1960), österreichischer Organist
- Hans Schlesinger (Schriftsteller) (1896–1945), österreichischer Schriftsteller, Schauspieler und Regisseur
- Hans Schlesinger, eigentlicher Name von John Slade (1908–2005), deutschamerikanischer Hockeyspieler und Broker
- Harris Schlesinger (1952–2015), US-amerikanischer Wirtschaftswissenschaftler und Hochschullehrer
- Heinrich Schlesinger (1810–1879), deutscher Musikverleger
- Helene Schlesinger (1911–2003), später: Helen Otley, österreichische Physikerin und Bibliothekarin
- Helmut Schlesinger (1924–2024), deutscher Bankmanager
- Henny Arlo-Schlesinger (1880–1952), deutsche Sängerin und Gesangslehrerin
- Hermann Schlesinger (1866–1934), österreichischer Mediziner
- Hermann Irving Schlesinger (1882–1960), US-amerikanischer Chemiker
- Hugo Schlesinger (1920–1996), brasilianischer Autor und Publizist

### I
- Ignác Schlesinger (1810–1849), ungarischer Mediziner

### J
- Jakob Schlesinger (1792–1855), deutscher Maler und Restaurator
- James R. Schlesinger (1929–2014), US-amerikanischer Politiker
- Joe Schlesinger (1928–2019), kanadischer Journalist
- Johann Schlesinger (Maler) (1768–1840), deutscher Maler
- Johann Schlesinger (Musiker) (1819–1890), österreichischer Musiker, Musiklehrer und Komponist
- Johann Adam Schlesinger (1759–1829), deutscher Maler
- John Schlesinger (1926–2003), britischer Regisseur
- Josef Schlesinger (Komponist) (1794–1870), österreichischer Musiker und Komponist serbischer Nationalmusik
- Josef Schlesinger (1831–1901), österreichischer Geodät, Naturphilosoph und Politiker
- Josef Schlesinger (Funktionär) (1902–1971), österreichisch-deutscher Funktionär der Vereinigung der Verfolgten des Naziregimes (VVN)
- Josef Schlesinger (1928–2019), österreichisch-kanadischer Journalist, siehe Joe Schlesinger
- Josef Güns-Schlesinger (um 1790–1871), österreichischer Rabbiner und Verleger
- Joseph A. Schlesinger (1922–2015), US-amerikanischer Politikwissenschaftler und Hochschullehrer
- Julius Schlesinger (Philatelist) (1858–1920), deutscher Philatelist und Briefmarkenprüfer
- Julius Schlesinger (Fabrikant) (?–1928), österreichischer Fabrikant

### K
- Karl Schlesinger (Cellist) (auch Carl Schlesinger; 1813–1871), deutscher Cellist
- Karl Schlesinger (Maler) (auch Carl Schlesinger; 1825–1893), schweizerisch-deutscher Maler
- Karl Schlesinger (Ökonom) (1889–1938), österreichischer Ökonom und Bankier
- Karl Markus Schlesinger (1847–1897), österreichischer Tänzer, Schauspieler und Sänger (Bass)
- Kathleen Schlesinger (1862–1953), britische Musikarchäologin und Instrumentenhistorikerin
- Klaus Schlesinger (1937–2001), deutscher Schriftsteller
- Kurt Schlesinger (1902–1964), deutscher Mechaniker und NS-Kollaborateur

### L
- Leon Schlesinger (1884–1949), US-amerikanischer Filmproduzent
- Lotte Schlesinger (1896–1974), deutsche Sozialistin
- Ludwig Schlesinger (Historiker) (1838–1899), deutsch-böhmischer Historiker und Politiker
- Ludwig Schlesinger (Mathematiker) (1864–1933), ungarisch-deutscher Mathematiker

### M
- Marian Cannon Schlesinger (1912–2017), US-amerikanische Malerin, Illustratorin und Schriftstellerin
- Markus Schlesinger (* 1984), österreichischer Gitarrist und Komponist
- Martin Schlesinger (1751–1818), böhmischer Violinist und Komponist
- Marx Schlesinger (?–1754), österreichischer Hoffaktor in Wien
- Maurice Schlesinger (Moritz Adolph Schlesinger; 1798–1871), deutscher Musikverleger
- Max Schlesinger (Funktionär) (1841–1907), deutscher Berufsgenossenschaftsdirektor sowie Begründer und Kurator der Berliner Unfallstationen
- Max Schlesinger (Journalist) (1846–1907), österreichischer Journalist
- Maximilian Schlesinger (um 1822–1881), ungarischer Journalist und Schriftsteller
- Michael E. Schlesinger (1943–2018), US-amerikanischer Meteorologe
- Milton J. Schlesinger (1927–2017), US-amerikanischer Virologe
- Mordechay Schlesinger (1931–2015), kanadischer Physiker und Hochschullehrer
- Moritz Schlesinger (1886–1974), deutscher Politiker (SPD)

### N
- Norbert Schlesinger (1908–1980), österreichischer Architekt und Designer

### O
- Otto Schlesinger (Journalist) (1868–1920), österreichischer Journalist und Wirtschaftspublizist
- Otto Schlesinger (Fabrikant) (1884–1940), deutscher Textilfabrikant

### P
- Patricia Schlesinger (* 1961), deutsche Fernsehjournalistin
- Paul Schlesinger (1878–1928), deutscher Gerichtsreporter
- Paul Johannes Schlesinger (1874–1945), österreichischer Politiker (SdP)
- Peter Schlesinger (Schauspieler) (1934–2009), deutscher Schauspieler
- Peter Schlesinger (Fußballspieler) (1937–2014), deutscher Fußballspieler
- Peter Schlesinger (Künstler) (* 1948), amerikanischer Künstler
- Philipp Schlesinger (1895–1966), österreichisch-israelischer Sprachwissenschaftler

### R
- Richard Schlesinger (Jurist) (1861–1938), österreichischer Jurist und Freimaurer
- Richard Schlesinger (Verleger) († 1968), österreichischer Verleger
- Richard Schlesinger (Tennisspieler) (1900–??), australischer Tennisspieler
- Richard Schlesinger (Filmproduzent), US-amerikanischer Filmproduzent, Regisseur und Drehbuchautor
- Robert Schlesinger (Unternehmer) (1853–1902), österreichisch-ungarischer Handelsunternehmer und Kolumnist
- Robert Schlesinger (Historiker) (* 1965), österreichischer Journalist und Historiker
- Robert Arthur Schlesinger (1924–2022), britischer Chemiker österreichischer Herkunft, siehe Robert A. Shaw
- Robert Walter Schlesinger (1913–2003), US-amerikanischer Mikrobiologe deutscher Herkunft
- Roland Tal Schlesinger (* 1967), deutscher Mediziner
- Rolf Schlesinger (* 1941), deutscher Objektkünstler
- Roswitha Schlesinger (* 1951), deutsche Politikerin (PDS)
- Rudolf Schlesinger (Richter) (1831–1912), deutscher Jurist und Richter
- Rudolf Schlesinger (Soziologe) (Pseudonym Rudolf Gerber; 1901–1969), österreichischer Soziologe; Gründer des Institute of Soviet and Eastern Studies in Glasgow
- Rudolf B. Schlesinger (1909–1996), US-amerikanischer Rechtswissenschaftler und Hochschullehrer deutscher Herkunft

### S
- Sigmund Schlesinger (1832–1918), österreichischer Schriftsteller, Dramatiker und Journalist
- Sondra Schlesinger (* 1934), US-amerikanische Virologin
- Stefanie Schlesinger (* 1977), deutsche Jazzsängerin

### T
- Therese Schlesinger (1863–1940), österreichische Politikerin (SDAP)
- Thomas Schlesinger (* 1964), österreichischer Diplomat
- Todd Schlesinger, Künstlername von Stefan Gollmitzer (* 1977), deutscher Schlagzeuger
- Torsten Schlesinger (* 1976), Sportökonom und Hochschullehrer

### W
- Walter Schlesinger (1908–1984), deutscher Historiker
- Wilhelm Schlesinger (Mediziner, 1839) (1839–1896), ungarisch-österreichischer Gynäkologe
- Wilhelm Schlesinger (Mediziner, 1869) (1869–1947), österreichischer Mediziner
- Wilhelm Schlesinger, Geburtsname von Guillermo Schlesinger (1901–1971), schweizerisch-deutscher Rabbiner
- Wilhelm Heinrich Schlesinger (1814–1893), deutsch-französischer Maler
- Wolfgang Müller-Schlesinger (* 1958), deutscher Schauspieler, Kabarettist und Moderator

### Y
- Yvonne Weigelt-Schlesinger (* 1977), deutsche Sozial- und Sportwissenschaftlerin